# エニペアス川
エニペアス川（希: Ενιπέας, Enipeas）は、ギリシャのテッサリア地方を流れる川である。古典ギリシア語ではエニーペウス川（Ἐνιπεύς, Enipeus）、長音を省略してエニペウス川と表記される。オリンポス山に源流を持つエニペアス川など、同名の川がいくつか知られる。

## 地理
エニペアス川は全長85キロ、川幅は最大で100m。テッサリア平原を流れるピニオス川の支流で、ギリシャで10番目に大きい川である。中央ギリシャ地方北部のオスリス山北西麓に水源を持ち、フティオティダ県、マグニシア県、ラリサ県、カルディツァ県、トリカラ県を流れる。流域にある最も大きな都市にカルディツァ、次いでファルサラがあり、川はしばしば蛇行しながら両都市の間に広がる平原を通過したのち、ティタノス山（Τίτανος）付近でピニオス川に合流する。またその間に数十の支流がエニペアス川に流れ込んでいる。エニペアス川はかつては一年を通じて川の流れがあったが、現在は川の水および地下水が耕作地の灌漑用水などに使用されるため、夏になると部分的に干上がる。流域の自然は豊かであり、川の土手にはプラタナスやヤナギ、ハンノキ、ポプラ、セイヨウニンジンボクなどが見られる。鳥類は希少なヒメチョウゲンボウやラナーハヤブサをはじめとして、ニシオオノスリ、ヒメハイイロチュウヒ、ハヤブサ、ハイタカ、コノハズク、フクロウ、ズグロチャキンチョウ、サヨナキドリ、ズアカモズなど多くの種が生息している。

## 神話

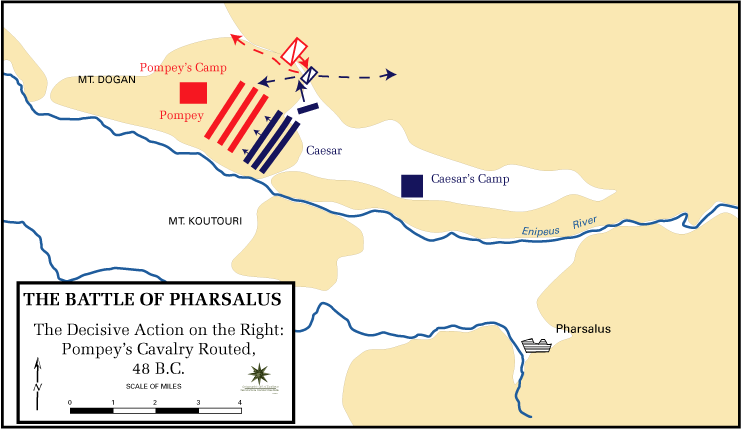
ファルサラスの戦いにおけるカエサル・ポンペイウス両軍の配置図。カエサルは川を利用して側面の守りを固める布陣をしている。

エニペアス川について最初に言及した詩人はホメロスである。ホメロスは叙事詩『オデュッセイア』の中で、エニペアス川を地上の川の中で特に美しいと歌っている。サルモネウスの娘テュロはエニペアス川の神に恋をして、毎日のように川を訪れたが、ポセイドンは河神の姿に変身してテュロと関係を持ち、身ごもったテュロは2人の息子ペリアスとネレウスを生んだ。

## 出来事
エニペアス川流域はいくつかの戦場となっている。最も有名な戦いは前48年8月9日のファルサロスの戦いである。ユリウス・カエサルはこの戦いでグナエウス・ポンペイウス率いる元老院軍に勝利し、覇権へと大きく前進した。敗れたポンペイウスはエジプトに逃亡したが、ルキウス・コルネリウス・レントゥルス・クルスとともに殺害された。1897年に勃発した希土戦争のファルサラの戦いでは、ギリシャ軍とトルコ軍がファルサラで戦い、ギリシャ軍が敗北した。

## 石橋
エニペアス川には文化的に重要な石橋がイテア（Ιτέα）、ファルサラ、ネライダ（Νεράιδα）、ファルカドナ（Φαρκαδώνα）などに残されている。特にファルサラの石橋は有名で、全長110メートルに及び、不均等な7つのアーチで構成されている。この石橋はオスマン・トルコ時代の1752年に建設されてから、1990年に新しい橋が建設されるまでの間、北南の幹線道路を結ぶ役割を果たしてきた。現在は使用されておらず、重要な建造物に指定されている。